# Dulce et decorum est

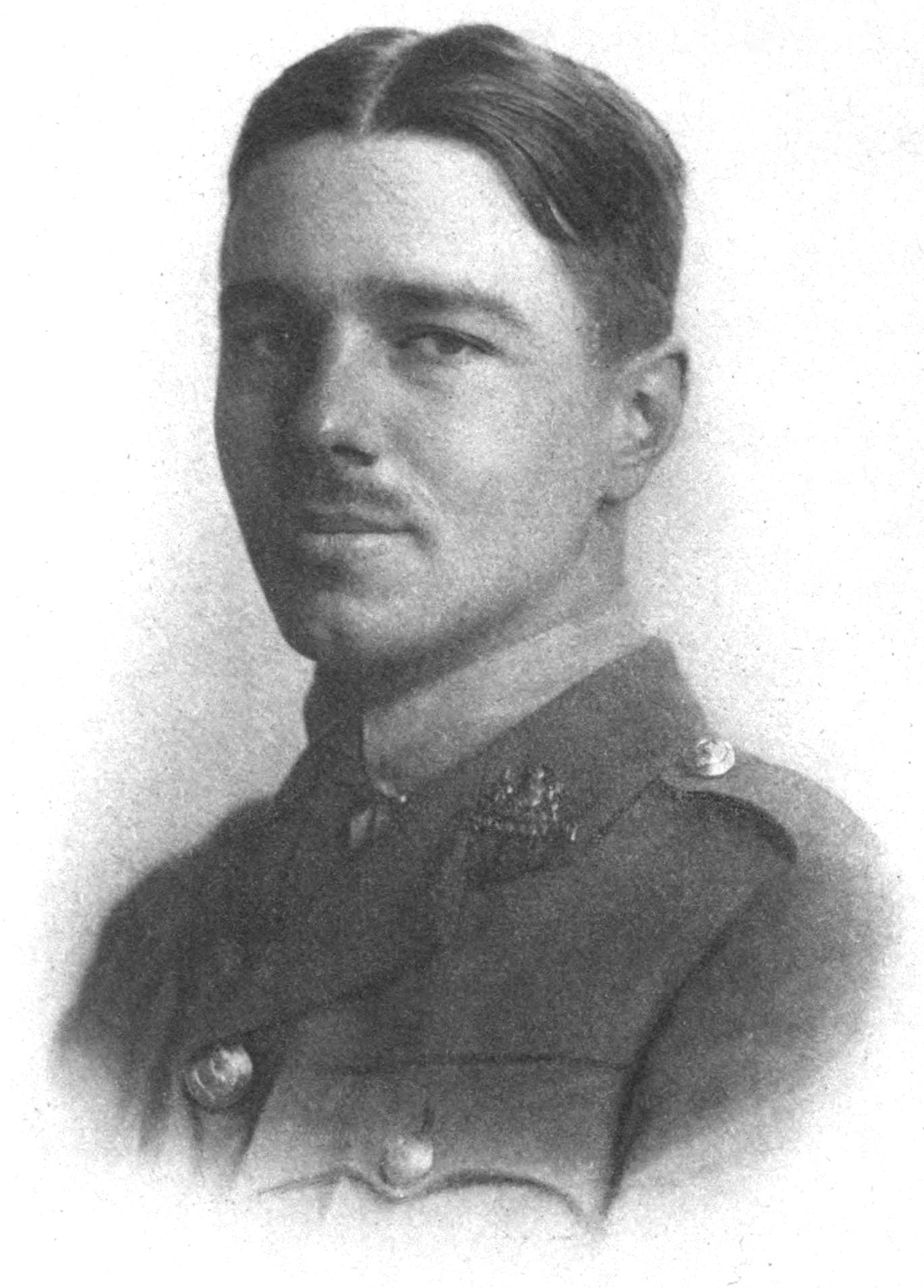
Wilfred Owen

Dulce et decorum est is een gedicht van Wilfred Owen uit 1917.
Hierin beschrijft hij hoe een soldaat bij een gifgasaanval tijdens de Eerste Wereldoorlog een afschuwelijke dood sterft. Zoals in veel van zijn gedichten bespaart Owen de lezers geen van de gruwelijke details. Hij hoopte hiermee te bewerkstelligen dat men in Engeland niet langer zou zeggen dat het een zoete eer was - hij spreekt over een oude leugen (the old Lie) - om voor het vaderland te sterven (dulce et decorum est pro patria mori).
De laatste vier regels van het gedicht zijn een aanval op de patriottische schrijfster Jessie Pope.
De zin 'Dulce et decorum est pro patria mori' is een citaat van de Romeinse dichter Horatius (Oden iii.2.13).
Van het gedicht bestaat ook een moderne Nederlandse vertaling van Tom Lanoye uit 2002 (Niemands land. Gedichten uit de Groote Oorlog).

## Tekst 'Dulce et decorum est' door Owen uit 1917 en vertaling ('Hoe zacht en eervol')
Bent double, like old beggars under sacks,
Knock-kneed, coughing like hags, we cursed through sludge,
Till on the haunting flares we turned our backs
And towards our distant rest began to trudge.
Men marched asleep. Many had lost their boots
But limped on, blood-shod. All went lame; all blind;
Drunk with fatigue; deaf even to the hoots
Of disappointed shells that dropped behind.

Gas! GAS! Quick, boys! — An ecstasy of fumbling
Fitting the clumsy helmets just in time,
But someone still was yelling out and stumbling
And flound'ring like a man in fire or lime. —
Dim, through the misty panes and thick green light,
As under a green sea, I saw him drowning.

In all my dreams before my helpless sight
He plunges at me, guttering, choking, drowning.

If in some smothering dreams you too could pace
Behind the wagon that we flung him in,
And watch the white eyes writhing in his face,
His hanging face, like a devil's sick of sin,
If you could hear, at every jolt, the blood
Come gargling from the froth-corrupted lungs,
Obscene as cancer, bitter as the cud
Of vile, incurable sores on innocent tongues,
My friend, you would not tell with such high zest
To children ardent for some desperate glory,
The old Lie: Dulce et decorum est
Pro patria mori.
Dubbelgevouwen, als oude kerels,
Vloekten we ons hijgend hoestend door het slijk.
Achter ons verdween de gruwel van het front.
Voort ploeterden we, naar verder weg gelegen onderkomens.
Er waren er die lopend sliepen. Anderen, hun laarzen kwijtgeraakt,
Strompelden op bebloede voeten.
Uitgeput was iedereen, verstomd, niets ziend,
Doof zelfs voor de vlakbij neervallende gasgranaten.

Gas! GAS! werd er gebruld. Als de donder rukten we
Die rotmaskers net op tijd over ons hoofd.
Een kreeg het niet voor elkaar
En krijste vertwijfeld als een dier in nood.
Vaag zag ik door mijn beslagen glazen, in een dichte waas
Als onder water in een snotgroene zee, hoe hij verzoop.

Elke nacht droom ik van hem. Hij stort zich op mij, kokhalst,
snakt naar adem en verzuipt opnieuw. Machteloos kijk ik toe.

Jij zou ook eens in zo'n afgrijselijke droom,
Mee moeten lopen met de kar waarop hij toen werd afgevoerd.
Zien hoe hij aldoor zijn ogen opensperde,
Zijn mond open en dicht ging als bij een stomme vis,
En bij iedere gierende ademstoot moeten horen
Hoe het bloed omhoog borrelde uit zijn verrotte longen,
Als gore etter uit een verkankerde wond in een onschuldig lijf.
Mijn vriend, je zou het voorgoed uit je kop laten
Jonge jongens, hunkerend naar heldenroem,
Zo stomweg die godvergeten leugen wijs te maken:
Dulce et decorum est pro patria mori.
(vertaling Menno Wielinga)